# Quararibea steyermarkii
Quararibea steyermarkii là một loài thực vật có hoa trong họ Cẩm quỳ. Loài này được Cuatrec. miêu tả khoa học đầu tiên năm 1952.